# Lechea san-sabeana
Lechea san-sabeana är en solvändeväxtart som först beskrevs av Samuel Botsford Buckley, och fick sitt nu gällande namn av Hodgdon. Lechea san-sabeana ingår i släktet Lechea och familjen solvändeväxter. Inga underarter finns listade i Catalogue of Life.